# بال‌های سپید
بال‌های سپید فیلمی به کارگردانی مهدی هاشمی، ناصر هاشمی و نویسندگی مهدی هاشمی ساختهٔ سال ۱۳۷۷ است.

## خلاصه داستان
تعدادی از دانشجویان رشته بازیگری به دیدن یکی از استادان رشته تعزیه خوانی می‌روند. استاد در این دیدار ماجرای نوجوانی به نام مراد را برای دانشجویان اینطور نقل می‌کند که مراد نوجوانی بوده که بسیار به رشته شبیه خوانی در مراسم ی امام حسین علاقه داشته و همیشه آرزو داشته که در این مراسم در نقش حضرت قاسم ظاهر شود. سرانجام موقعیتی به وجود می‌آید تا مراد بتواند ایفای نقش کند. او برای اینکه بهتر بتواند نقش خود را بازی کند، تصمیم می‌گیرد که خود را در شرایط یاران امام حسین در روز عاشورا قرار دهد. برای همین هم چند روزی را با تشنگی تمرین می‌کند تا بالاخره یک روز در حال تمرین نقش خود بیهوش می‌شود. نقل استاد که به اینجا می‌رسد همه دانشجویان تحت تأثیر می‌گیرند و شناخت بهتری از نمایش شبیه خوانی پیدا می‌کنند.

## بازیگران
- امیر صفری
- سیروس ابوک
- دایان نیکجو
- محمدرضا نجفی
- حبیب‌اله ابوک
- سیدحمزه حسینی
- ایرج قوشچی باشی
- گلاب آدینه